# Cobitis turcica
Cobitis turcica är en fiskart som beskrevs av Hankó 1925. Cobitis turcica ingår i släktet Cobitis och familjen nissögefiskar. IUCN kategoriserar arten globalt som starkt hotad. Inga underarter finns listade i Catalogue of Life.